# Parda Suka (Maje)
Parda Suka is een bestuurslaag in het regentschap Kaur van de provincie Bengkulu, Indonesië. Parda Suka telt 792 inwoners (volkstelling 2010).